# 稗貫種重
稗貫 種重（ひえぬき たねしげ）は、室町時代の武将、稗貫家当主。諱は稙重とも。

## 来歴
稗貫種重には子がなく、葛西宗清の子稗貫晴家を迎え入れた。種重の死後、晴家が稗貫家を継いだが、晴家にも子がなく、以降養子が相次いで稗貫家は衰退した。